# Klockstapel

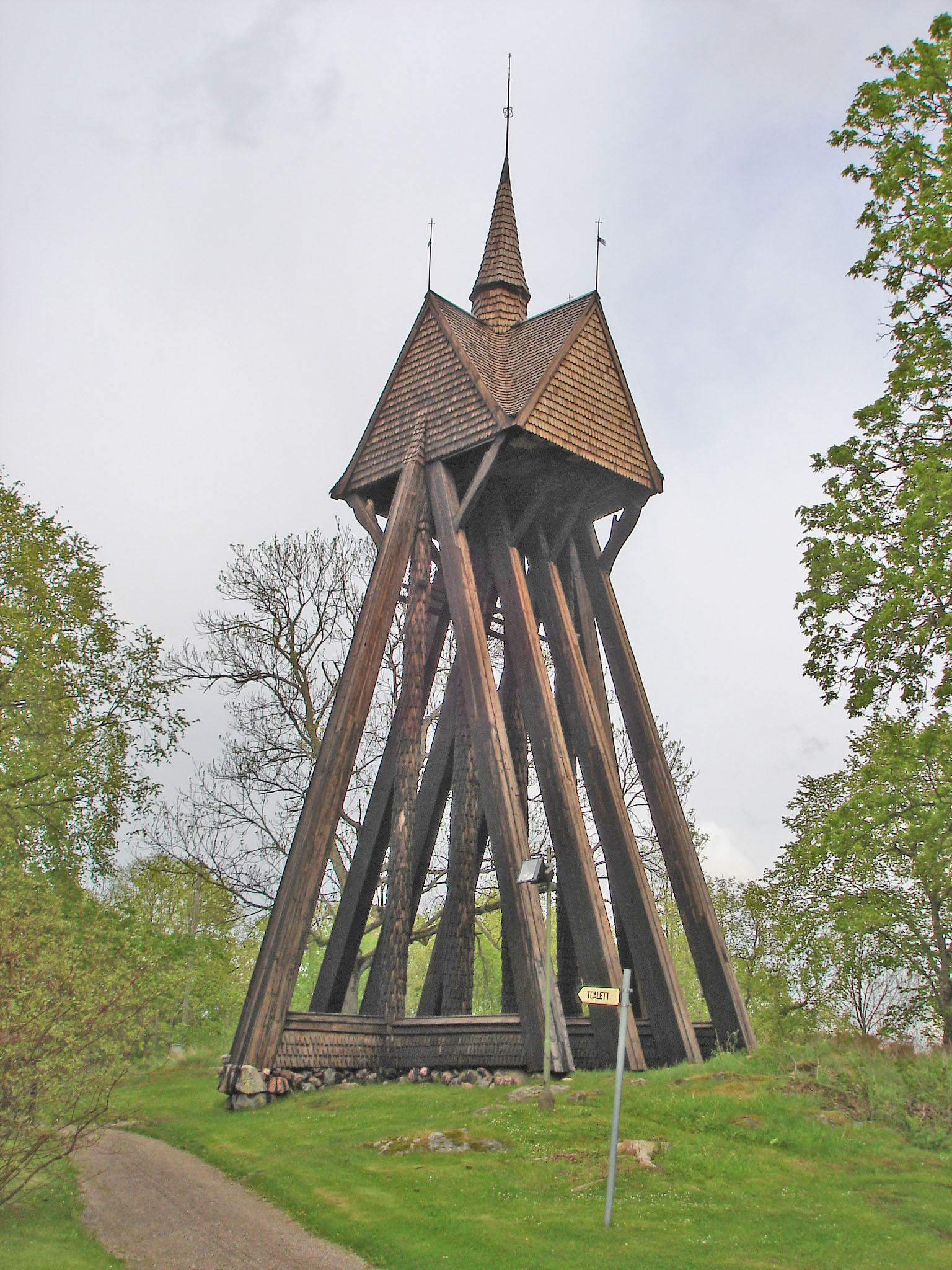
En typisk öppen klockstapel (det vill säga inte panelklädd eller med väggar) vid Floda kyrka i Södermanland. Här syns därför tydligt klockstapelns grundstruktur i form av en bock.

En klockstapel är en typ av torn och en särskild konstruktion, i form av en galge eller bock, för upphängning av kyrkklockor. Klockstapeln finns främst i Skandinavien, i norra Tyskland (i till exempel Sydslesvig) och i Nederländerna. Den är en utveckling av den sydeuropeiska kampanilen.

## Beskrivning
Då kyrkklockor blev vanliga hängdes de antingen i ett torn på själva kyrkan såsom var vanligt i Frankrike och England eller i en huv över dess galvelröste, eller så som i Italien i ett fristående torn, kampanil.
I Sverige hängdes klockorna först oftast i små klocktorn eller huvar på kyrktaken, men i takt med att tyngre klockor blev vanliga blev också klockstaplarna vanliga. De äldsta klockstaplarna hade en konstruktion som torde ha framvuxit hur nordisk träbyggnadstradition och är besläktad med stavverkskonstruktionen.
Två huvudsakliga grundtyper finns:
- Klockbocktypen har ett antal, vanligen tre grova hjärtstolpar i rad, förstävade genom sneda bjälkar.
- Klocktornstypen har ett system av resta stolpar, ofta något lutande samman, på en 4- eller 8-kantig plan.

De äldsta klockstaplarna var öppna och stolparna spånklädda men de flesta klockstaplar har i senare tid klätts in med bräder. Huvens form har varierat från enkla eller korsade sadeltak till svängda eller rent barocka former. Spiran bibehölls i reducerad form som ett avslutande krön på huven. Den barocka tornformen blomstrade särskilt i Norrland under 1700-talet.
På 1700-talet blev det åter brukligt att hänga klockorna i kyrkans torn, och i många fall byggdes nya kyrktorn där sådana tidigare saknats. Klockstaplarnas ursprungliga plats var på kyrkogården men lades senare gärna på en höjd i dess grannskap.
Under senare delen av 1900-talet blev det åter vanligt med fristående klockstaplar vid kyrkbyggen. Traditionellt sett har dessa klocktorn vanligen varit uppförda i trä, men i de moderna varianterna förekommer ett bredare urval av material.

## Bilder

Klockstapel vid Vårfrukyrkan, Göteborg.
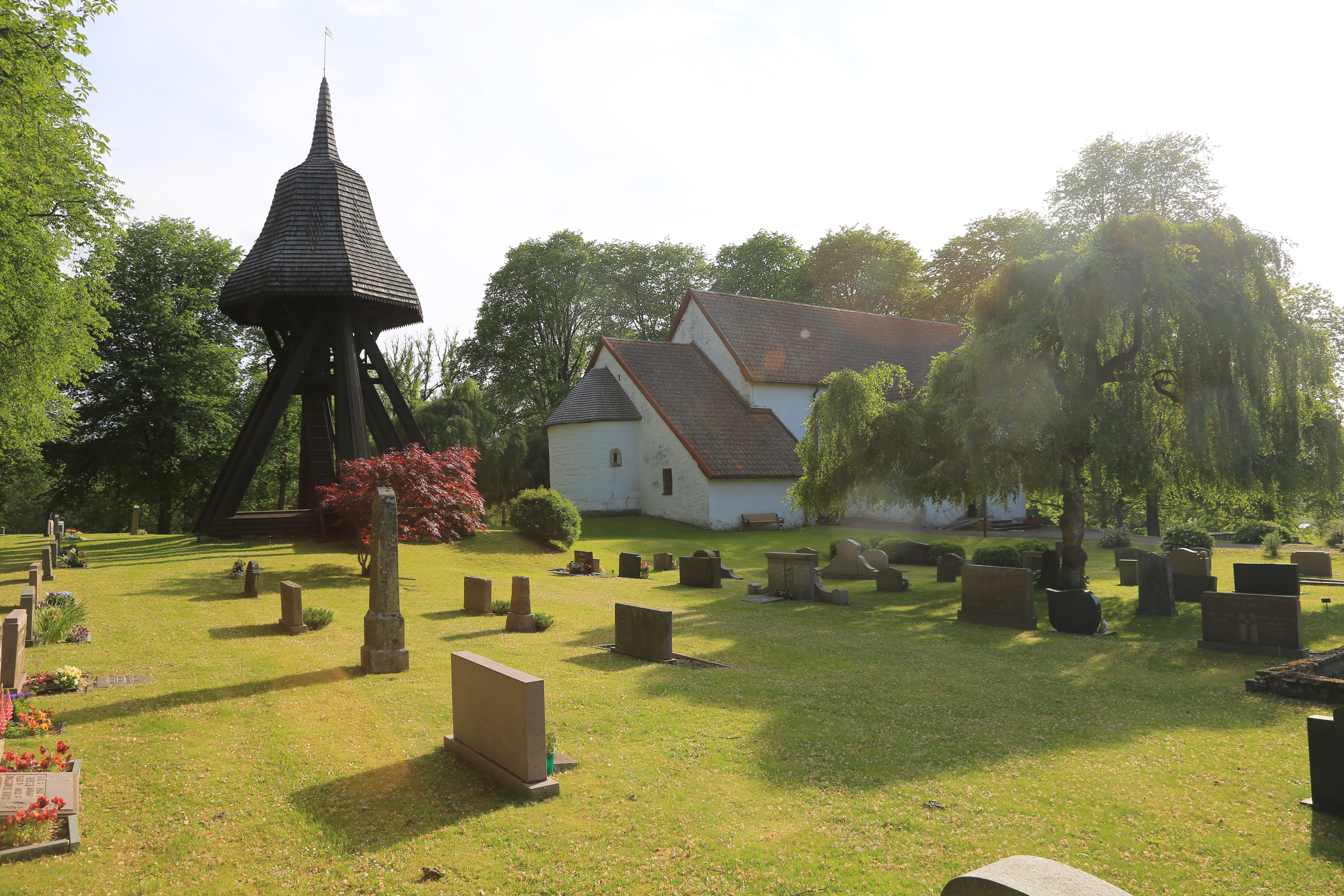
Klockstapel vid Gökhems kyrka.
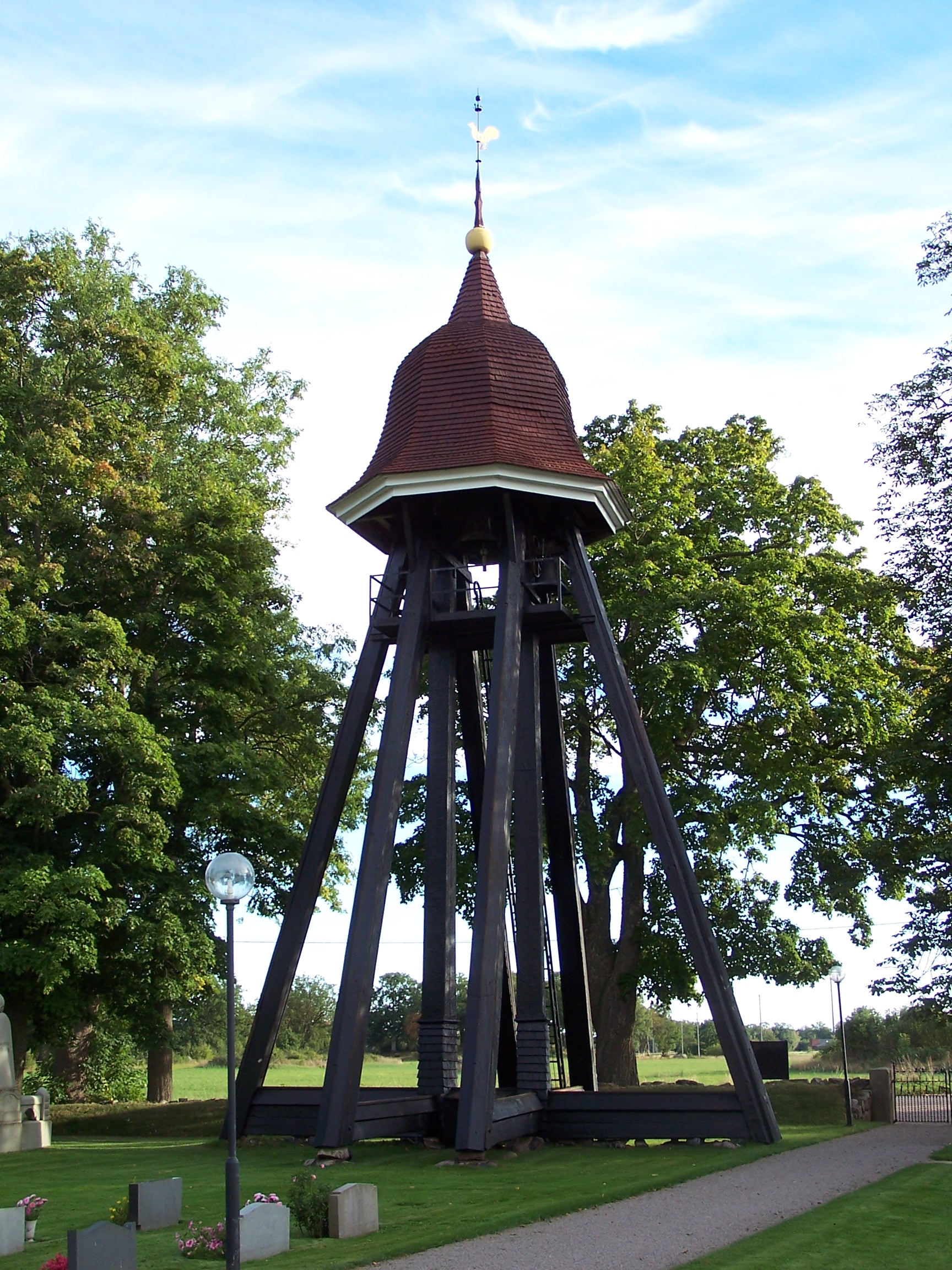
En annan typisk klockstapel vid Arby kyrka, med ett svängt tak i renässansstil som ibland kan liknas vid en lökkupol.
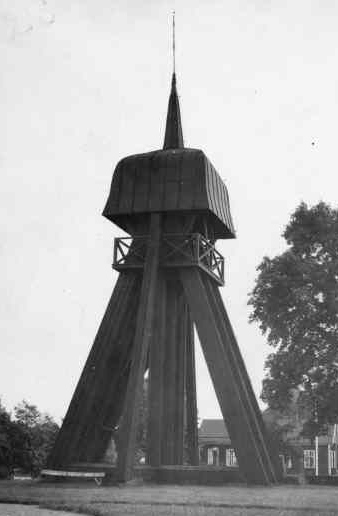
En nyare klockstapel av modern typ vid Rosengårdskyrkan i Helsingborg.
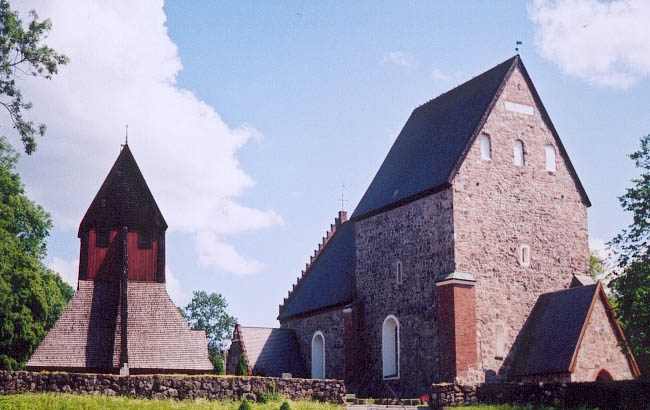
Gamla Uppsala kyrka med klockstapeln till vänster.
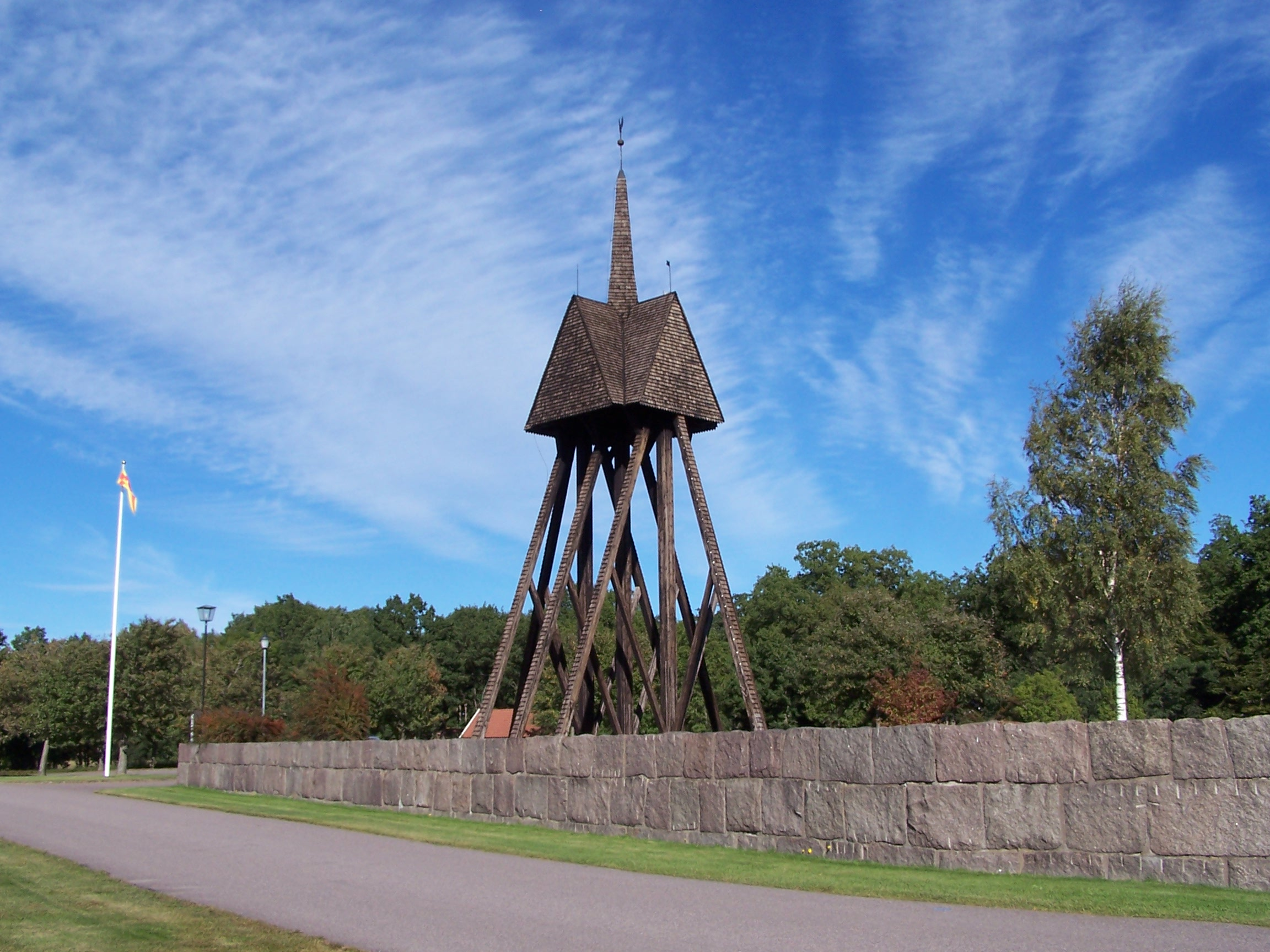
Öppen klockstapel vid Bergkvara kapell.
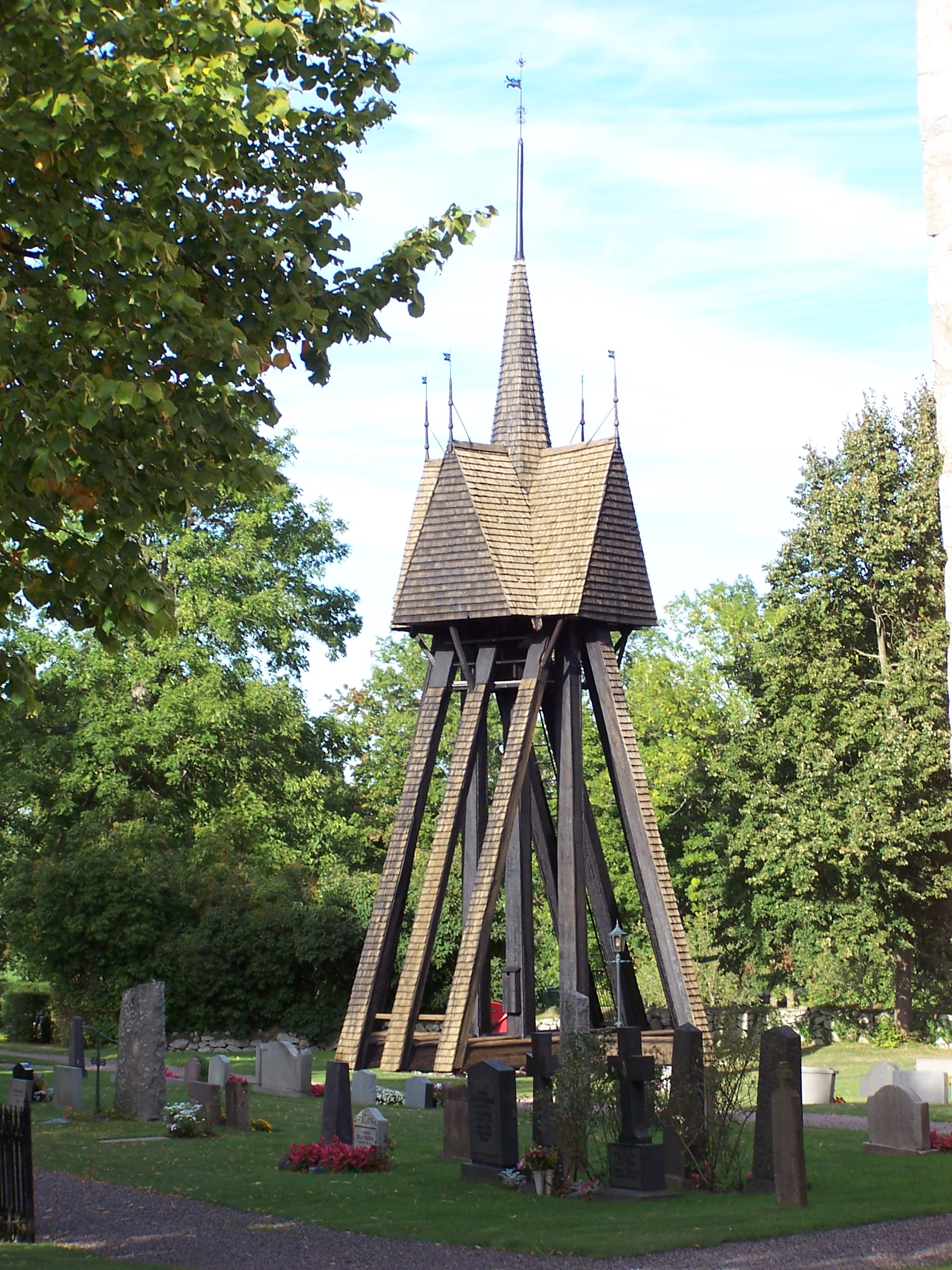
en till öppen klockstapel vid Halltorps kyrka.
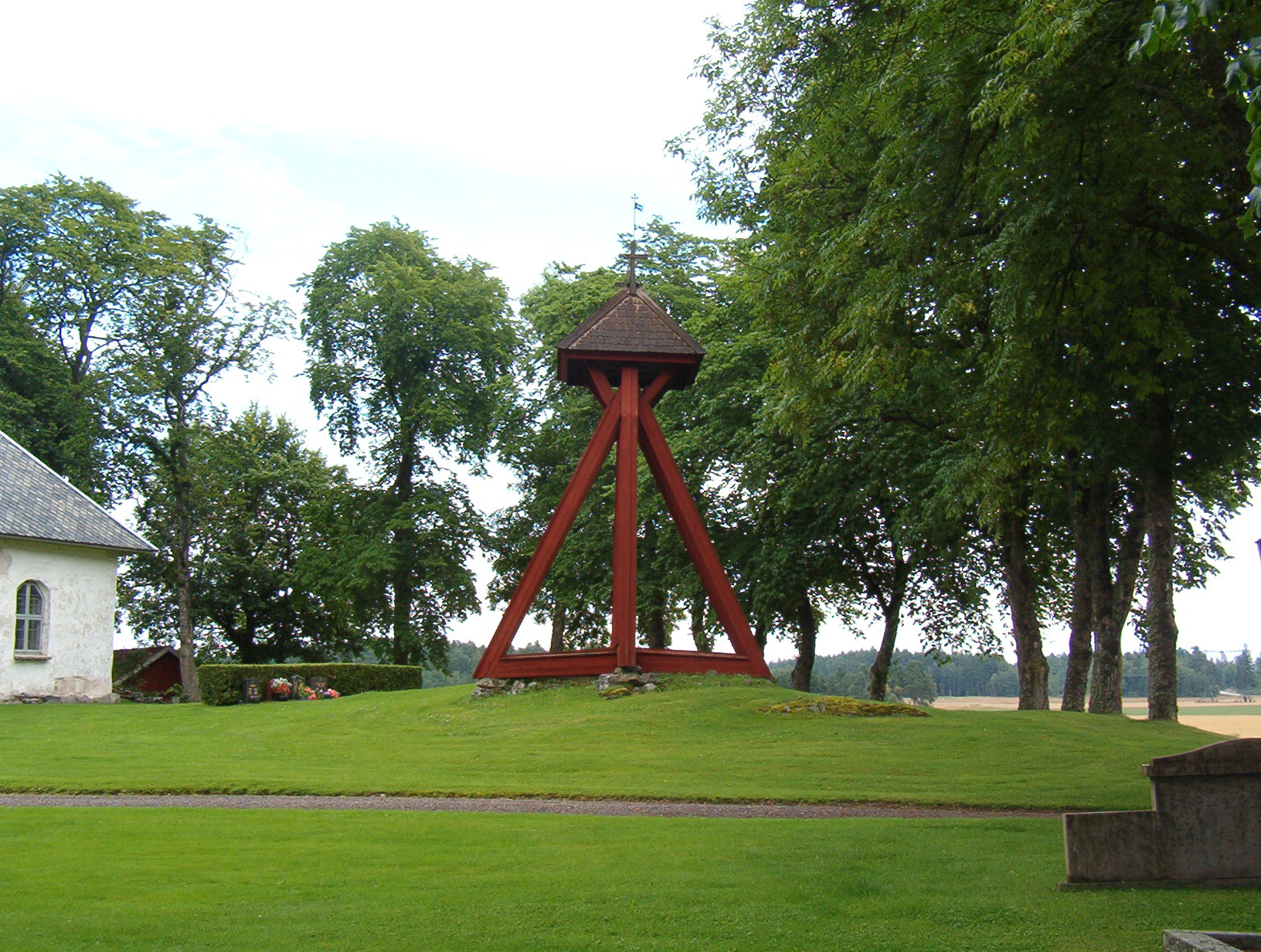
Klockstapeln vid Gillstads kyrka. Här syns bockstrukturen tydligare.
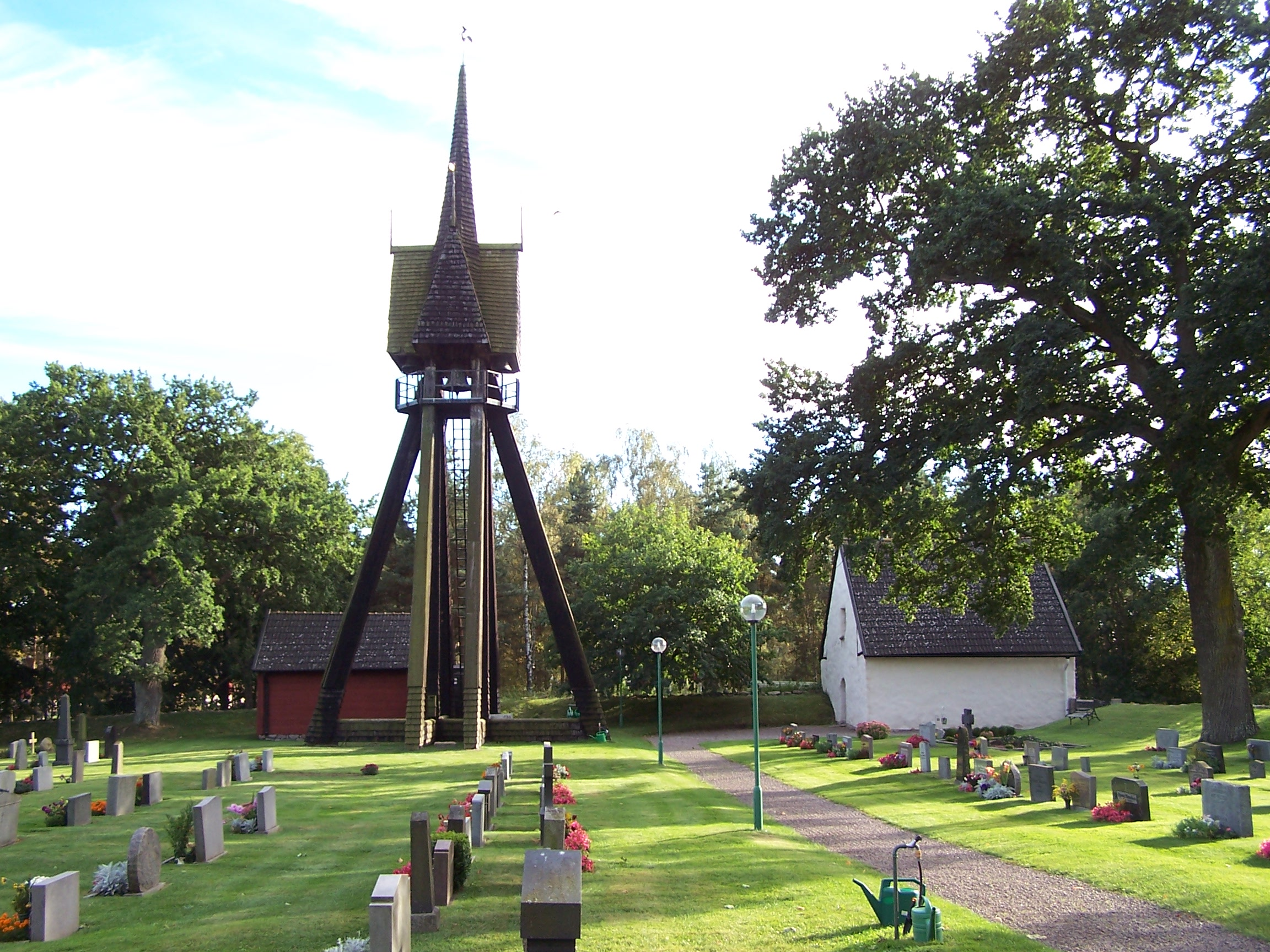
Den öppna klockstapeln vid Hagby kyrka i Småland (Kalmar län) visar också bockstrukturen tydligt.
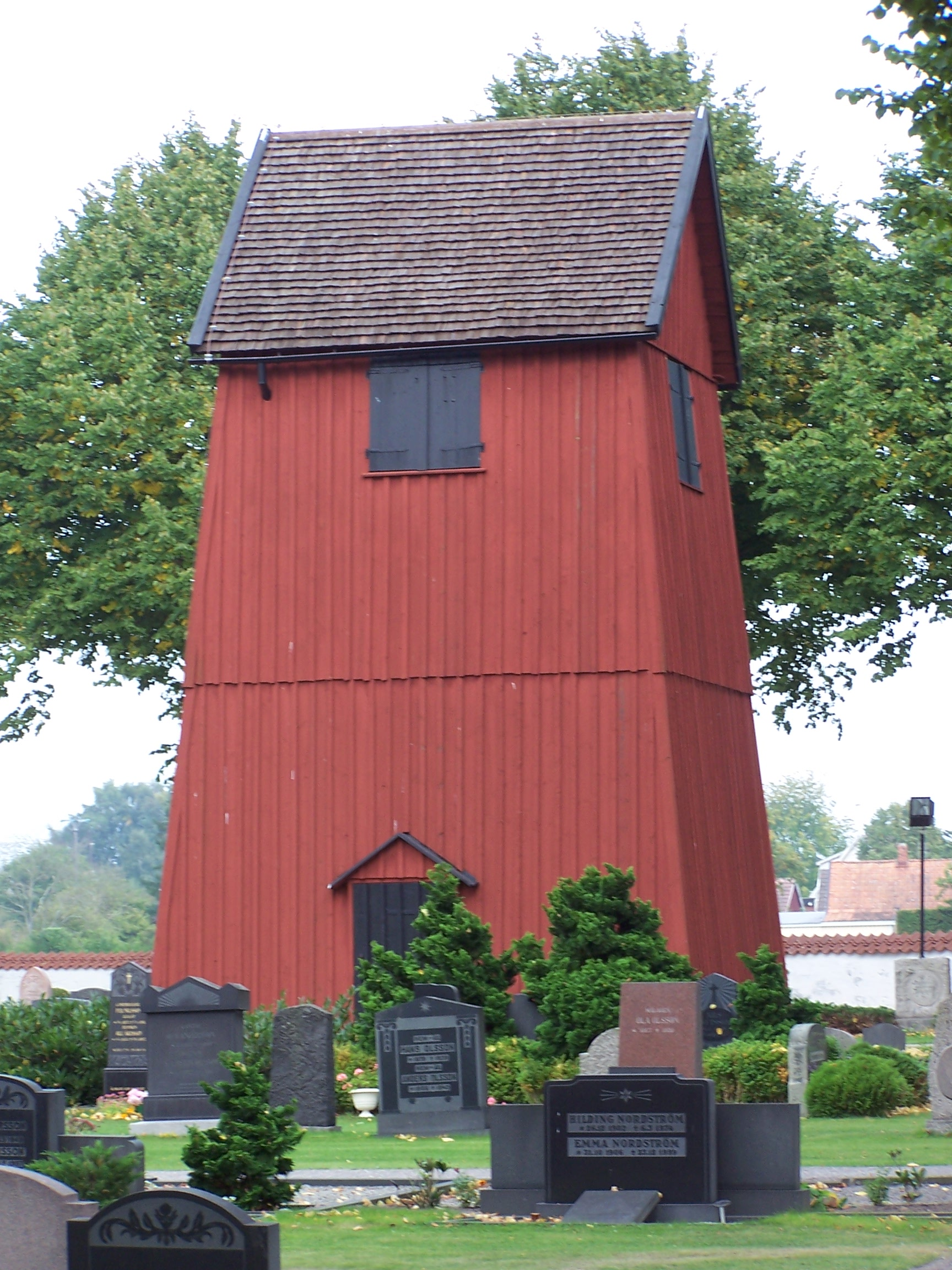
Klockstapeln vid Gualövs kyrka av typen täckt klockstapel, det vill säga en panelklädd klockstapel.
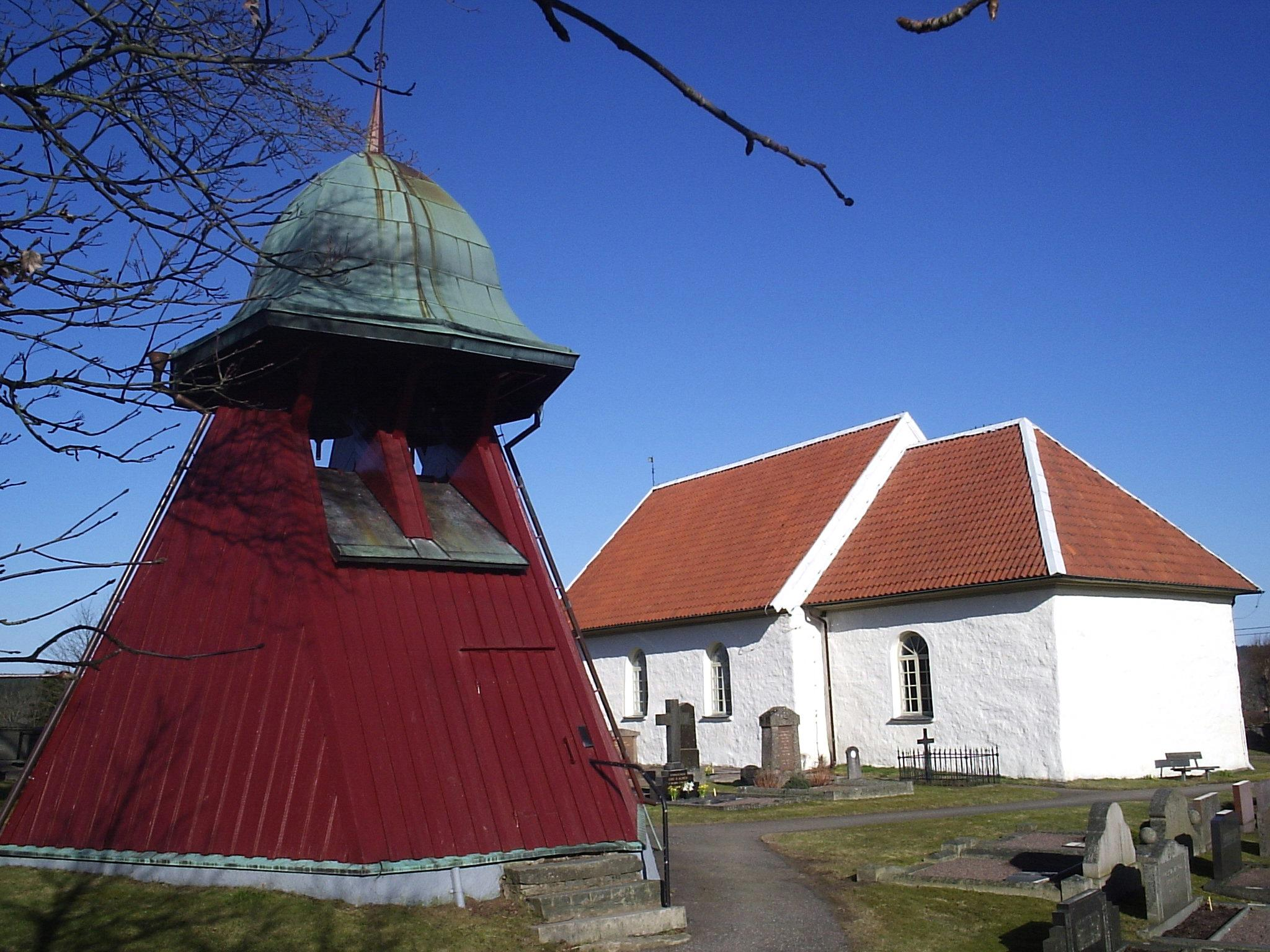
Ännu en panelklädd täckt klockstapel vid Bergums kyrka utanför Göteborg. Den lutande formen avslöjar att grundstrukturen också här är en bock.
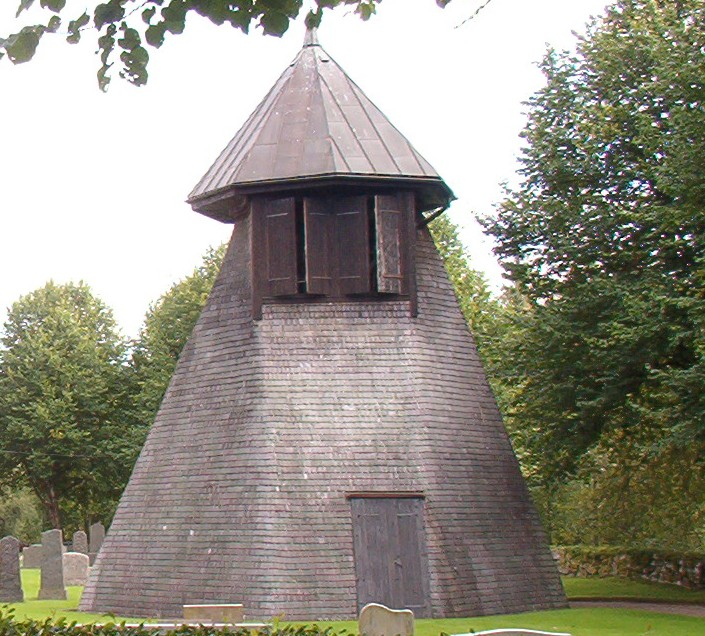
Ännu en täckt klockstapel vid Hillareds kyrka, fast denna gång spånklädd.
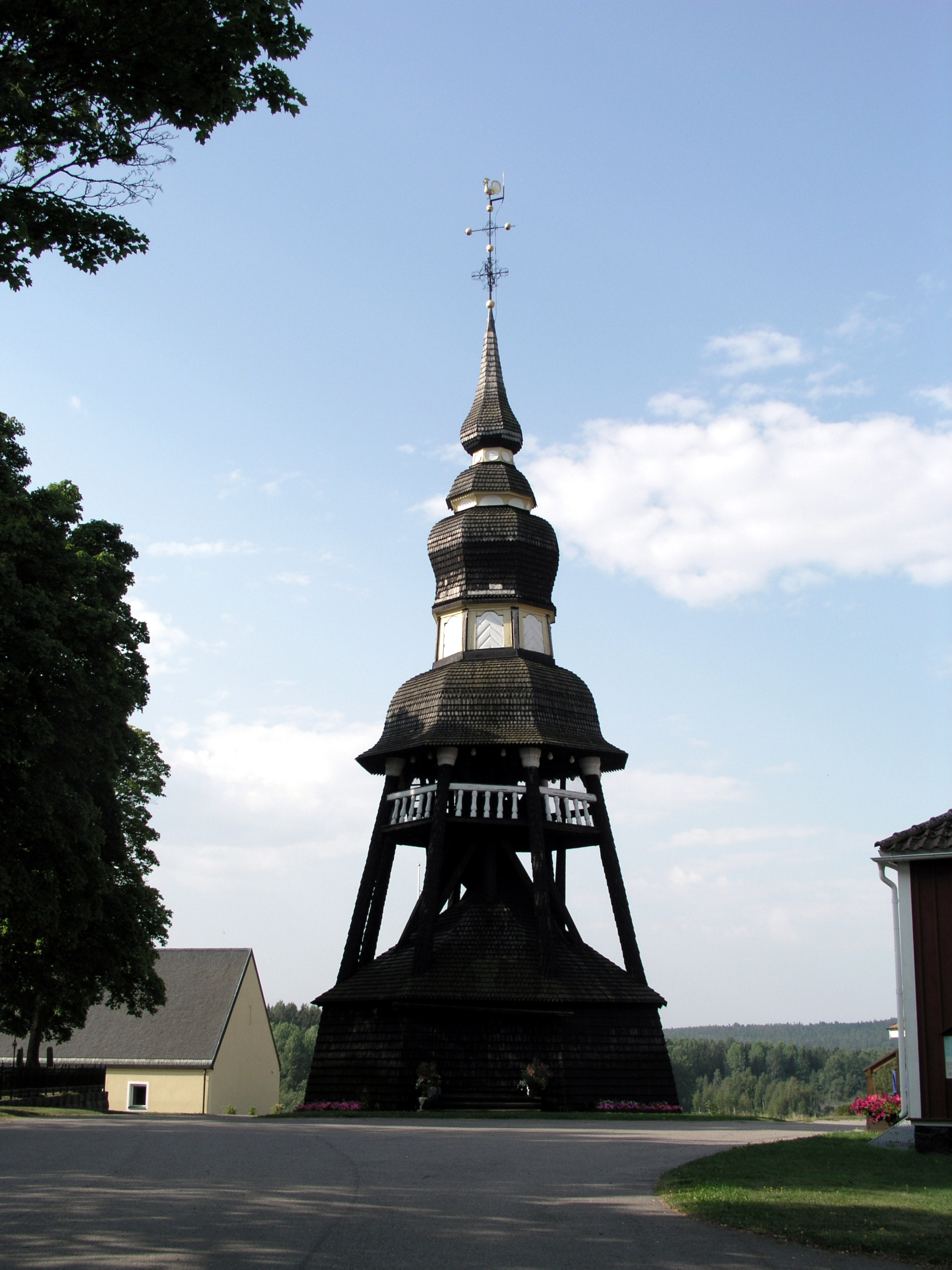
En norrländsk typ av klockstapel som företrädesvis finns i Jämtland. Denna klockstapel står dock vid Hälsingtuna kyrka i Hälsingland. Dessa klockstaplar kännetecknas av det öppna balkongutrymmet under huven och av huven med svängda former och med lökkupoler i renässansstil.
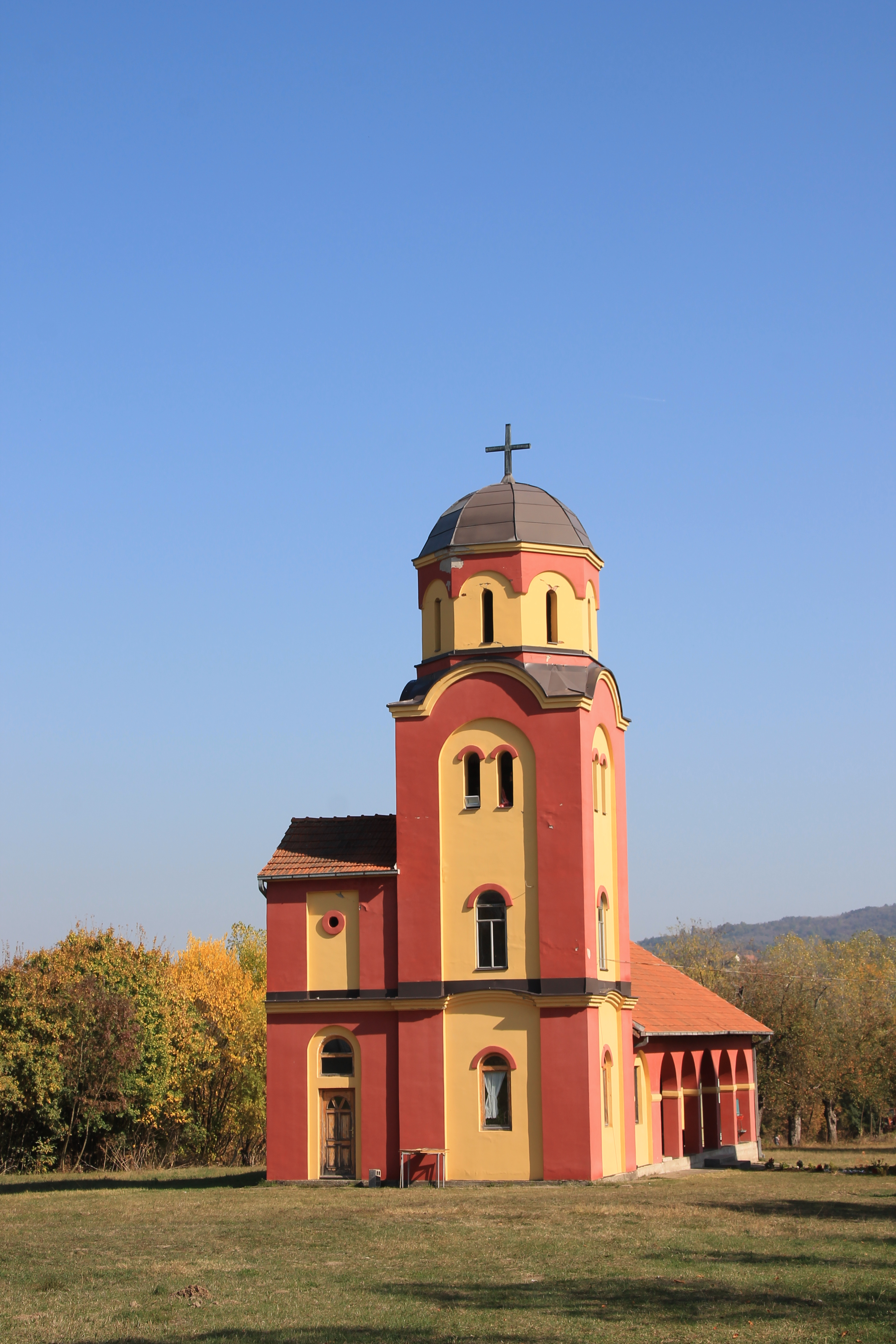
Klockstapeln vid Helige aposteln och evangelisten Markus kyrka i Čačak, Serbien.